# Башта Джіовані ді Скаффа
Башта Джіовані ді Скаффа (інакше — Башта Джованні ді Скаффа, Кругла башта) — пам'ятка середньовічної оборонної архітектури у Феодосії, внесена до Державного реєстру нерухомих пам'яток України за № 010056/4. Споруджена в 1342 році.
Напівзруйнована вежа Джованні ді Скаффа знаходиться у Феодосії на перехресті вулиць Татарської і Баштової. Це один із об'єктів, які колись складали кільце зовнішньої оборони Кафи. Дата спорудження вежі — 1342 рік. На честь кого назвали споруду, історики не можуть відповісти однозначно. Хтось схиляється до версії, що в період будівництва вежі Кафою керував консул-генуезець Джованні (або Джіовані) ді Скаффа. Звідси і назва. У Феодосійському музеї старожитностей можна побачити заставні плити споруди. На одній з них чітко читається герб консула. На інших вибиті герби Кафи і Генуї.
Башта Джованні ді Скаффа — цікава пам'ятка середньовічної архітектури. Відомо, що вона мала три яруси і була досить потужним автономним укріпленням — із власним колодязем, продовольчим запасом і навіть опаленням. За всіма ознаками вона належить до особливого типу веж європейських замків — так званих донжонів. Ці вежі зазвичай перебували перед фортечними стінами і були передовими автономними міні-фортецями.
Передбачається, що від башти до цитаделі був проритий підземний хід. Вона могла досить довго стримувати напад. Основа башти кругла, діаметром 26 м. Товщина стін нижнього ярусу досягала 2 м. Кладка велася з блоків місцевого вапняку. По колу споруду прикрашав ажурний пояс романського фризу. Вхід був виконаний у вигляді вузького проходу, пробитого в стіні навскіс — це ускладнювало штурм. Сьогодні збереглася лише її частина — дві напівкруглі стіни. Розкопки тут зупинили після обвалу, але ніяких серйозних досліджень вежі не проводилося. Башта Джованні ді Скаффа відігравала велику роль у захисті міста, оскільки захищала його з південно-східного боку. У середньовіччі вздовж неї проходив глибокий рів з насипом, стіни йшли до самої цитаделі, яка стояла на відстані 400 м.

## Легенди
З баштою пов'язано чимало легенд. Найпопулярнішою стала історія про Мамая, який сховав у підземеллі, прокопаному в цитадель, свої скарби. Сталося це після його поразки в Куликовській битві, коли він зі своїми багатствами втік на Азов, а потім в Кафу.
Також побутує думка, що саме в цю вежу хан Джанібек закидав катапультою тіла померлих від чуми воїнів, після чого в Європі почалася епідемія чуми.